# Лапін Олександр Павлович
Олександр Павлович Лапін (нар. 1 січня 1964, Казань, ТАРСР, РРФСР, СРСР російський воєначальник. Командувач військ Центрального військового округу з 22 листопада 2017 року. Генерал-полковник (2019). З 15 травня 2024 року командувач Ленінградським військовим округом.

## Біографія
Народився 1 січня 1964 року в сім'ї робітників. Після закінчення середньої школи навчався у Казанському хіміко-технологічному інституті (1981—1982). З 1982 по 1984 рік проходив строкову службу в лавах Радянської Армії у Військ ППО. Після служби вступив до Казанського вищого танкового командного училища імені Президії Верховної Ради Татарської АРСР, яке закінчив у 1988 році. Після закінчення училища служив на посадах командира танкового взводу та танкової роти в Ленінградському військовому окрузі та у Берегових військах Північного флоту.
У 1997 році закінчив Військову академію бронетанкових військ ім. Малиновського. Після закінчення академії служив у 58-й загальновійськовій армії командиром окремого танкового батальйону. З 1999 — начальник штабу, командир 429-го окремого мотострілецького полку 19-ї мотострілецької дивізії. З 2001 по 2003 рік — начальник штабу 20-ї гвардійської мотострілецької Прикарпатсько-Берлінської дивізії. З 2003 по 2006 рік — командир 205-ї окремої мотострілецької Козачої бригади (генерал-майор). З 2006 по 2007 рік — командир 20-ї гвардійської мотострілецької Прикарпатсько-Берлінської дивізії.
У 2009 році закінчив Військову академію ГШ ЗС РФ. Після закінчення академії — заступник командувача 58-ї армії.
З квітня 2012 по липень 2014 року — командувач 20-ї гвардійської загальновійськової армії. У 2014 році присвоєно військове звання генерал-лейтенанта. З 2014 по 2017 рік — начальник штабу — перший заступник командувача військ Східного військового округу.
У 2017 році — начальник штабу угруповання військ РФ у Сирії.
З вересня по листопад 2017 року — начальник Загальновійськової академії ЗС РФ.
22 листопада 2017 року указом Президента Російської Федерації призначено на посаду командувача військ Центрального військового округу. 27 листопада 2017 року генерал-лейтенанту Олександру Лапіну вручено штандарт командувача військ Центрального військового округу. У лютому 2019 року надано чергове військове звання генерал-полковник.
З жовтня 2018 по січень 2019 року — командувач угрупуванням військ (сил) РФ у Сирійській Арабській Республіці.
У 2020 році закінчив факультет перепідготовки та підвищення кваліфікації вищого командного складу Військової академії Генерального штабу.
2023—2024 року Лапін контролював безпеку в Курській області. Він розпустив раду, що займалася захистом прикордонного регіону, це сталося за кілька місяців до операції України у Курській області.

## Родина
Одружений, має сина Дениса (народився в 1986), який до 2022 став підполковником і командиром 1-го гвардійського танкового полку 2-ї гвардійської мотострілецької дивізії.
У 2022 генерал-полковник Лапін як командувач російського Центрального військового округу, нагородив свого сина-танкіста, Дениса Лапіна, який керував провальним наступом на українські Суми та Чернігів.

## Санкції
Лапін безпосередньо відповідав за реалізацію політики з підриву територіальної цілісності та незалежності України. Підсанкційна особа багатьох країн.

## Нагороди
- Орден Святого Георгія IV ступеня (2017)[8][9] ;
- Орден «За заслуги перед Батьківщиною» IV ступеня з мечами;
- Орден Олександра Невського ;
- Орден Мужності ;
- Орден «За військові заслуги» ;
- Медаль ордену «За заслуги перед Батьківщиною» ІІ ступеня;
- Медаль «За бойові відзнаки» ;
- Медаль «Учаснику військової операції у Сирії» ;
- Медаль «За визволення Пальміри» ;
- Медалі СРСР ;
- Медалі РФ ;
- Медаль «Бойова співдружність» (Сирія) ;
- Медаль «За заслуги перед Козацтвом» 2 ступеня;
- Медаль «За заслуги у боротьбі з міжнародним тероризмом».
- Герой Росії. Президент РФ Путін підписав указ про присвоєння звань «Герой Росії» Лапіну та командувачу 2-го армійського корпусу "народної міліції «ЛНР» Еседуллі Абачеву за окупацію російським військами Луганщини[10].